# 愛知県立安城特別支援学校
愛知県立安城特別支援学校（あいちけんりつ あんじょうとくべつしえんがっこう）は、愛知県安城市桜井町伝左にある公立特別支援学校。知的障害児を教育対象とする。

## 学部
- 小学部
- 中学部
- 高等部

## 校訓
- 『健・明・力』

## 沿革
- 1978年（昭和53年）4月1日 - 「愛知県立安城養護学校」として開校
- 1979年（昭和54年）3月1日 - 体育館竣工
- 1979年（昭和54年）4月1日 - 高等部設置
- 1987年（昭和62年）3月27日 - プール竣工
- 2009年（平成21年）4月1日 - マンモス化解消のため、岡崎市内に「愛知県立みあい養護学校」を分立
- 2014年（平成26年）4月1日 - 「愛知県立安城特別支援学校」に校名変更
- 2022年（令和4年）4月1日 - 過大化解消のため西尾市と碧南市を通学区域とする愛知県立にしお特別支援学校を西尾市に新設[1][2]